# Robert Kalis
Robert Kalis, né le 22 mai 1902 à Nancy (Meurthe-et-Moselle) et mort le 10 novembre 1960 dans cette même ville, est un homme politique français.

## Biographie
Avocat à Nancy à partir de 1925, il se fait connaître en défendant les résistants traduits devant la cour spécial pendant l'Occupation.
Juge d'instruction auprès d'un tribunal militaire lors de l'épuration, il redevient avocat pour se lancer dans la lutte politique. Conservateur, il participe, avec Pierre André, à la constitution d'un parti local, l'Action républicaine lorraine, qui cherche à rassembler la jeune génération de la droite locale qui veut s'émanciper de la tutelle de Louis Marin.
Élu conseiller général de Meurthe-et-Moselle, dans le canton de Nancy-Ouest, en septembre 1945, il prend la tête de la liste ARL lors de l'élection de la première constituante qui arrive, avec 18,4 % des voix, en deuxième position, devançant celle de Marin.
Siégeant d'abord au groupe Unité républicaine, il rejoint ensuite le Parti Républicain de la Liberté dès sa création. Député très actif en séance, il met son éloquence d'avocat au service d'interventions très nombreuses sur des sujets divers, mais surtout dans le domaine économique.
Lors de l'élection de la seconde constituante, en juin 1946, il est victime d'une entente entre Louis Marin et Pierre André, qui constituent une liste commune sous l'étiquette du PRL, sur laquelle Kalis ne figure qu'en troisième position, ce qui, malgré les 27,9 % des voix obtenus, ne lui permet pas d'être réélu.
Isolé au sein de la droite locale, il n'est pas candidat lors des législatives de novembre. Élu conseiller municipal de Nancy en 1947, il se présente sans succès comme candidat indépendant aux sénatoriales de 1948. Il conserve cependant son siège de conseiller général jusqu'en 1958.

## Sources
Biographie sur le site de l'Assemblée nationale